# Liste der Biografien/Bort
Liste der Biografien |
Portal Biografien |
Personensuche
# |
A |
B |
C |
D |
E |
F |
G |
H |
I |
J |
K |
L |
M |
N |
O |
P |
Q |
R |
S |
T |
U |
V |
W |
X |
Y |
Z |
?
 
Ba |
Be |
Bd |
Bg |
Bh |
Bi |
Bj |
Bl |
Bm |
Bn |
Bo |
Br |
Bs |
Bu |
Bw |
By |
Bz
 
Boa–Boc |
Bod |
Boe |
Bof |
Bog |
Boh |
Boi–Bok |
Bol |
Bom |
Bon |
Boo |
Bop |
Boq |
Bor |
Bos |
Bot |
Bou |
Bov–Boz
 
Bora |
Borb |
Borc |
Bord |
Bore |
Borg |
Borh |
Bori |
Borj |
Bork |
Borl |
Borm |
Born |
Boro |
Borq |
Borr |
Bors |
Bort |
Boru |
Borv |
Borw |
Bory |
Borz
Die Liste der Biografien führt alle Personen auf, die in der deutschsprachigen Wikipedia einen Artikel haben. Dieses ist eine Teilliste mit 79 Einträgen von Personen, deren Namen mit den Buchstaben „Bort“ beginnt.

## Bort

### Borta
- Bortaščenoka, Ildze (* 1987), lettische Hürdenläuferin

### Borte
- Börte, Hauptfrau des Mongolenführers Dschingis KhanBörte

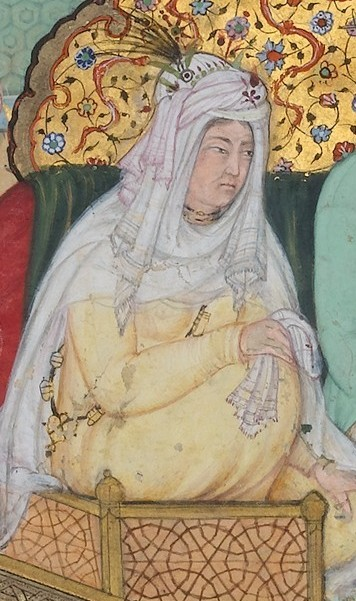
Börte

- Borteiro, Juan Carlos (* 1943), uruguayischer Fußballspieler und Trainer
- Bortel, Milan (* 1987), slowakischer Fußballspieler
- Bortel, Walter (1926–2000), österreichischer Radrennfahrer
- Borten, Craig (* 1965), US-amerikanischer Drehbuchautor und Schauspieler
- Borten, Per (1913–2005), norwegischer Politiker und Staatsminister
- Bortenlänger, Christine (* 1966), deutsche Managerin, Geschäftsführende Vorständin des Deutschen Aktieninstituts e. V.
- Bortenreuter, Lothar (1927–1989), deutscher Architekt und Stadtplaner in der DDR
- Bortenschlager, Sigmar (* 1940), österreichischer Paläobotaniker
- Bortenschlager, Wilhelm (1911–2000), österreichischer Literaturwissenschaftler
- Borter, Klara (1888–1948), Schweizer Malerin und Grafikerin

### Bortf
- Bortfeld, Adelheid von, Priorin des Klosters Heiningen
- Bortfeld, Reinhard (1927–2019), deutscher Geophysiker
- Bortfeldt, Freca-Renate (1909–1986), deutsche Theaterschauspielerin und Theaterregisseurin
- Bortfeldt, Hans-Robert (1905–1955), deutscher Theaterregisseur
- Bortfeldt, Kurt (1907–1981), deutscher Theaterschauspieler, Schriftsteller und Drehbuchautor
- Bortfeldt, Tessy (* 1925), deutsche Schauspielerin, Autorin, Synchron- und Hörspielsprecherin

### Borth
- Borth, Bernd (* 1948), deutscher Sprinter
- Borth, Damian (* 1981), deutscher Informatiker und Hochschullehrer
- Borth, Michelle (* 1978), US-amerikanische SchauspielerinMichelle Borth (* 1978)

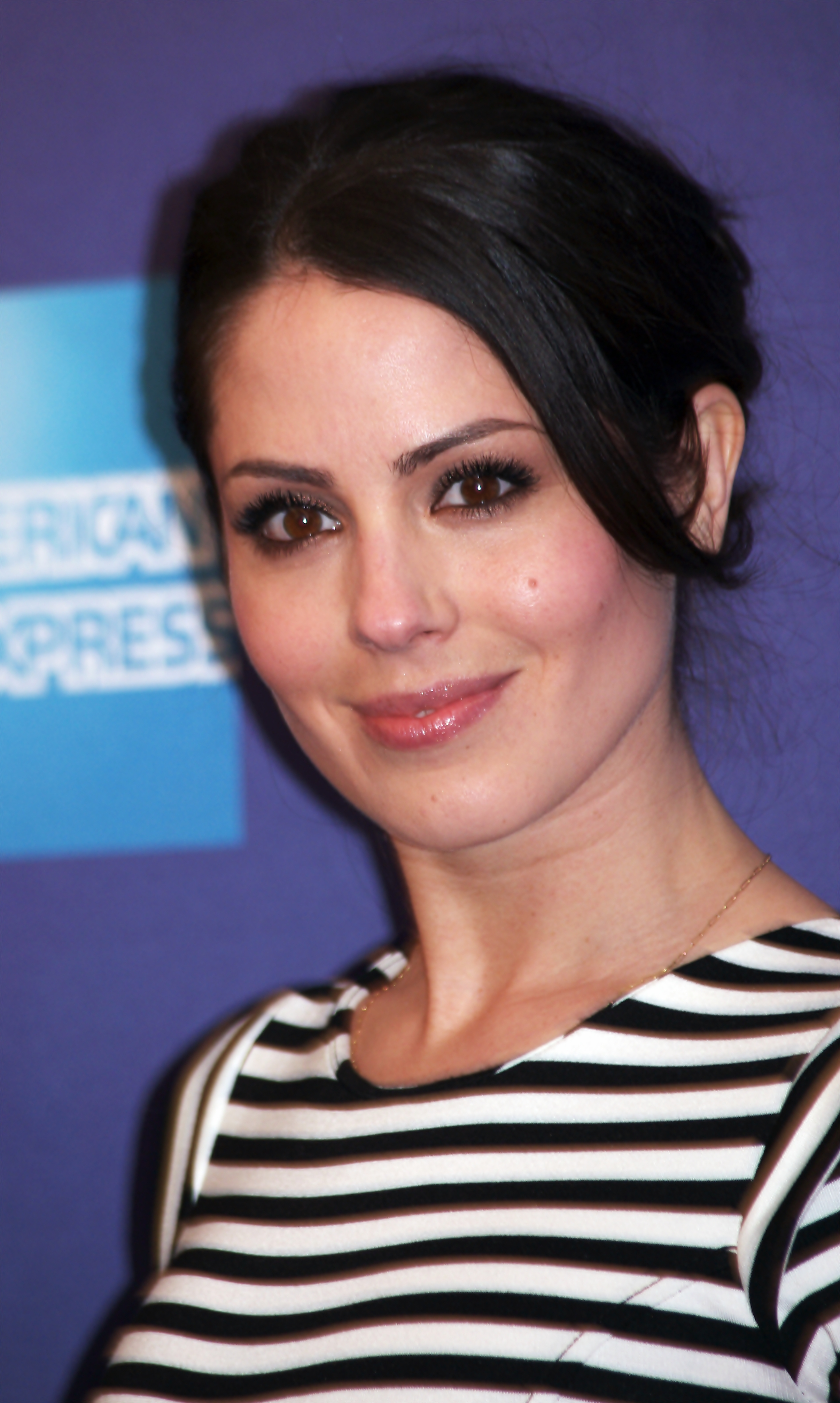
Michelle Borth (* 1978)

- Borthen, Martin (1878–1964), norwegischer Segler
- Borthwick, Emily (* 1997), britische Hochspringerin
- Borthwick, Harry (1898–1974), US-amerikanischer Botaniker
- Borthwick, Martha (1869–1914), US-amerikanische Bibliothekarin und Übersetzerin
- Borthwick, Steve (* 1979), englischer Rugby-Union-Spieler
- Borthwick-Jackson, Cameron (* 1997), englischer Fußballspieler

### Borti
- Bortignon, Girolamo Bartolomeo (1905–1992), italienischer Ordenspriester und Bischof
- Bortitsch, Alexandra Nikolajewna (* 1994), russische Schauspielerin

### Bortk
- Bortkevičienė, Felicija (1873–1945), litauische Zeitungsherausgeberin und politische Aktivistin
- Bortkewitsch, Ladislaus von (1868–1931), russischer Ökonom and Statistiker polnischer Abstammung
- Bortkiewicz, Sergei Eduardowitsch (1877–1952), russischer Pianist und Komponist
- Bortko, Wladimir Wladimirowitsch (* 1946), russischer Drehbuchautor, Schauspieler, Produzent und Regisseur

### Bortl
- Bortles, Blake (* 1992), US-amerikanischer American-Football-Spieler
- Bortlik, Wolfgang (* 1952), deutscher Schriftsteller und Musiker

### Bortm
- Bortman, Michael, US-amerikanischer Regisseur, Drehbuchautor und Filmproduzent

### Bortn
- Bortnick, Ethan (* 2000), US-amerikanischer Musiker
- Bortnik, Aída (1938–2013), argentinische Drehbuchautorin und Schriftstellerin
- Bortnik, Iwan Sergejewitsch (1939–2019), sowjetischer bzw. russischer Schauspieler
- Bortnik, Kasia (* 1976), polnische Jazzmusikerin (Gesang, Komposition)
- Bortnikow, Alexander Wassiljewitsch (* 1951), russischer Militär, Leiter des russischen Inlandsgeheimdienstes FSBAlexander Wassiljewitsch Bortnikow (* 1951)

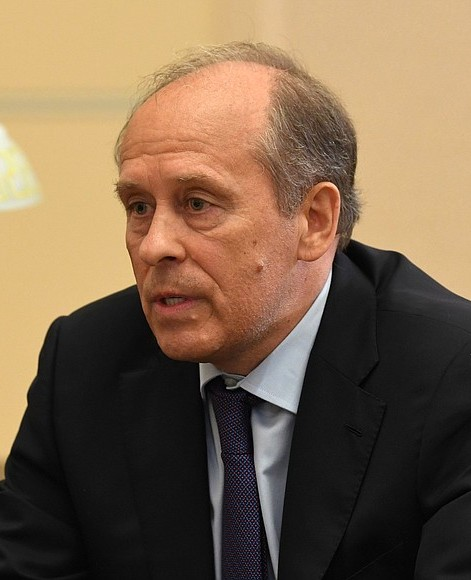
Alexander Wassiljewitsch Bortnikow (* 1951)

- Bortnikow, Igor Anatoljewitsch (* 1989), russischer Eishockeyspieler
- Bortnikowa, Swetlana (* 1997), kasachische Fußballspielerin
- Bortnjanski, Dmitri Stepanowitsch (1751–1825), russisch-ukrainischer Komponist
- Bortnowska, Halina (1931–2024), polnische Philosophin, Theologin und Publizistin
- Bortnowski, Władysław (1891–1966), polnischer Divisionsgeneral
- Bortnyik, Sándor (1893–1976), ungarischer Maler und Grafiker

### Borto
- Bortolami, Gianluca (* 1968), italienischer Radsportler
- Bortolas, Iacopo (* 2003), italienischer Nordischer Kombinierer
- Bortolaso, Armando (1926–2019), italienischer römisch-katholischer Ordensgeistlicher, Apostolischer Vikar von Aleppo
- Bortolato, Alexandre (* 1973), brasilianischer Fußballspieler
- Bortolazzi, Bartolomeo (* 1772), italienischer Komponist, Musikpädagoge sowie Gitarren- und Mandolinenvirtuose
- Bortoleto, Gabriel (* 2004), brasilianischer AutomobilrennfahrerGabriel Bortoleto (* 2004)

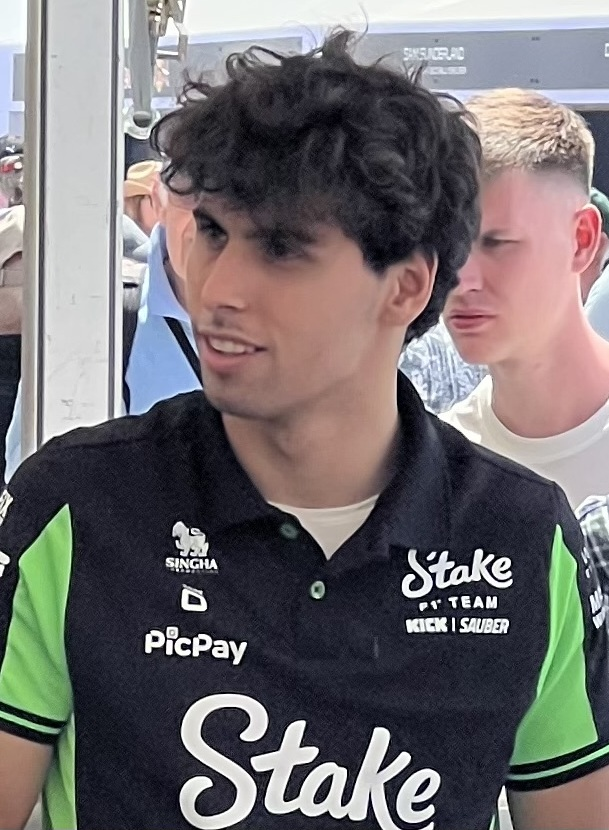
Gabriel Bortoleto (* 2004)

- Bortoletto Cavallin, Albano (1930–2017), brasilianischer Geistlicher und römisch-katholischer Erzbischof von Londrina
- Bortoli, Karl (1912–2010), österreichischer Fußballspieler
- Bortoli, Luca Giacomo (* 1934), italienischer, in Gießen lebender Gastronom
- Bortoloni, Mattia (1696–1750), italienischer Maler
- Bortolotti, Ettore (1866–1947), italienischer Mathematikhistoriker
- Bortolotti, Marco (* 1991), italienischer Tennisspieler
- Bortolotti, Martina (* 1983), italienische Opernsängerin (Südtirol) der Stimmlage Sopran
- Bortolotti, Mirko (* 1990), österreich-italienischer Automobilrennfahrer
- Bortolotto, Claudio (* 1952), italienischer Radrennfahrer
- Bortolozzi, Francesca (* 1968), italienische Fechtsportlerin und zweimalige Goldmedaillen-Gewinnerin bei Olympischen Spielen
- Bortolozzo, Diego (* 1982), brasilianisch-italienischer Fußballspieler
- Bortolussi, David (* 1981), italienisch-französischer Rugbyspieler
- Bortoluzzi, Alfredo (1905–1995), italienischer Tänzer, Choreograf und Bühnenbildner
- Bortoluzzi, Paolo (1938–1993), italienischer Tänzer
- Bortoluzzi, Toni (* 1947), Schweizer Politiker (SVP)Toni Bortoluzzi (* 1947)

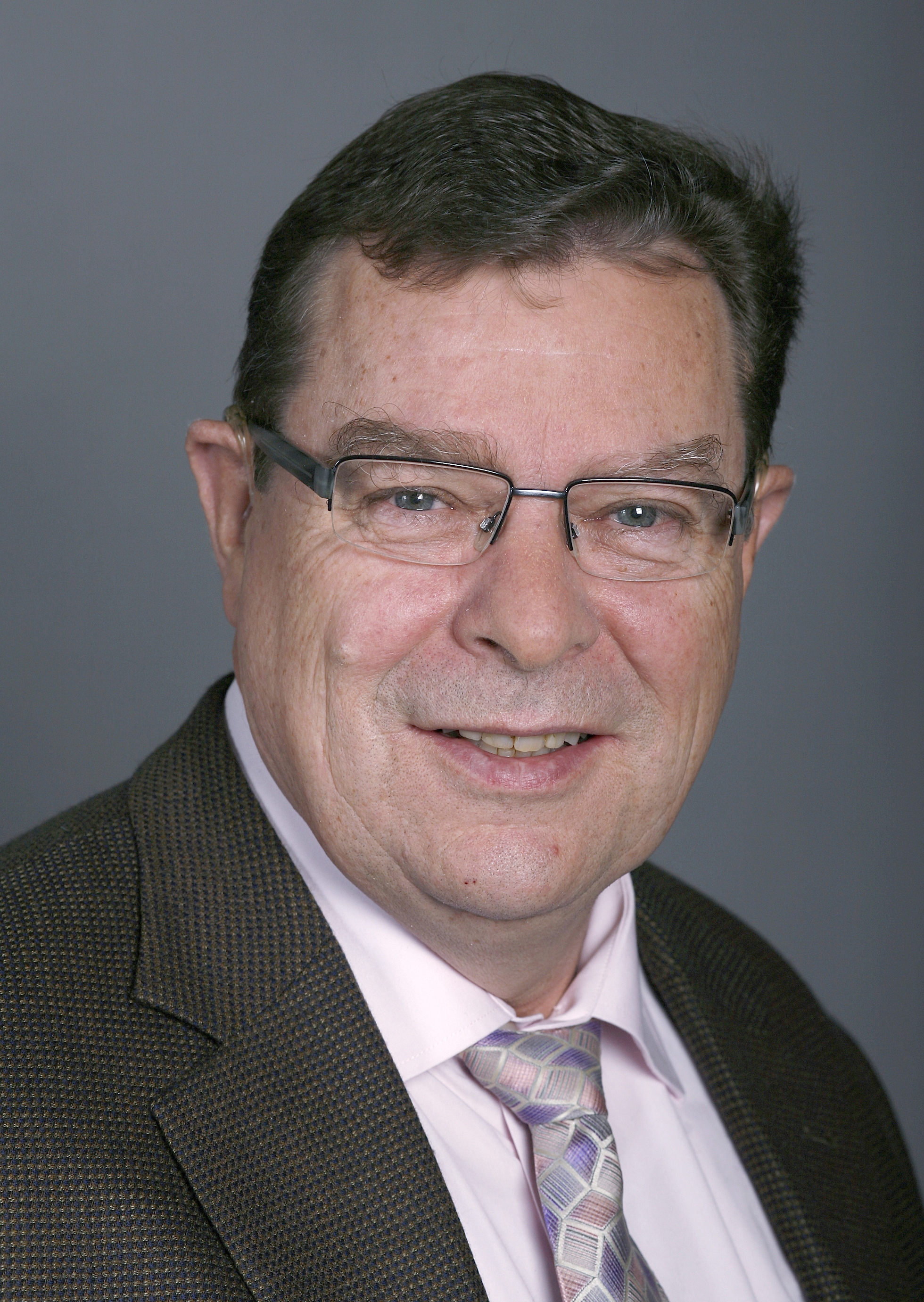
Toni Bortoluzzi (* 1947)

- Bortone, Cristiano (* 1968), italienischer Filmproduzent, Regisseur und Drehbuchautor
- Bortone, Pietro (* 1966), italienischer Neogräzist

### Borts
- Bortschin, Waleri Wiktorowitsch (* 1986), russischer Geher und Olympiasieger
- Bortschukowa, Marina Anatoljewna (* 1981), russische Biathletin

### Bortt
- Borttscheller, Georg (1896–1973), deutscher Politiker (FDP), MdBB und Journalist
- Borttscheller, Ralf (* 1945), deutscher Jurist und Politiker (CDU), MdBB

### Bortu
- Börtücene, Ahmet (1947–2016), türkischer Fußballspieler und -trainer
- Bortuzzo, Robert (* 1989), kanadischer Eishockeyspieler

### Bortz
- Börtz, Daniel (* 1943), schwedischer Komponist
- Bortz, Jürgen (1943–2007), deutscher Psychologe und Statistiker
- Börtzler, Friedrich (1909–1993), deutscher Bundesrichter